# Galium baldensiforme
Galium baldensiforme är en måreväxtart som beskrevs av Hand.-mazz.. Galium baldensiforme ingår i släktet måror, och familjen måreväxter. Inga underarter finns listade i Catalogue of Life.